# Opel Signum
Opel Signum (ˈoːpəl ˈsɪɡnʊm) — немецкий среднеразмерный автомобиль с кузовом хетчбэк, выпускавшийся с 2003 по 2008 год. Продавался практически исключительно в Европе. В Великобритании он был известен под маркой Vauxhall. Signum создан по образу и подобию Opel Vectra и использует удлинённую платформу GM Epsilon, на базе которой также создана модификация Vectra C Caravan с кузовом универсал.
Автомобиль основан на обычной концепции: это большой хетчбэк с почти вертикальной задней дверью. По размерам Signum находится между традиционным компактным и большим семейным классами автомобилей. На большинстве рынков Signum был дороже, чем Opel Vectra.
В Северной Америке концерном General Motors предлагался аналогичный автомобиль, основанный на платформе Signum, под названием Chevrolet Malibu Maxx.
Прямых преёмников у этой модели нет, но для большей части потенциальных покупателей она, как и Vectra С, была заменена в конце 2008 года новой Opel Insignia.